# Бергамо (округ)
Округ Бергамо (итал. Provincia di Bergamo) је округ у оквиру покрајине Ломбардије у северној Италији. Седиште округа покрајине и највеће градско насеље је истоимени град Бергамо.
Површина округа је 2.723 км², а број становника 1.098.740 (2010. године).

## Природне одлике
Округ Бергамо се налази у северном делу државе, без излаза на море. Јужна половина округа је равничарског карактера, у области Падске низије. Северни део чине нише планине предалпског појаса, тзв. Бергамски Алпи. Најважније реке у округу су Ада и Ољо. На истоку округа налази се језеро Изео.

## Становништво
По последњим проценама из 2008. године у округу Бергамо живи више више од милион становника. Густина насељености је изузетно велика, близу 400 ст/км². Посебно је густо насељено подручје око града Бергама.
Поред претежног италијанског становништва у округу живе и велики број досељеника из свих делова света.

## Општине и насеља
У округу Бергамо постоји 244 општине (итал. Comuni).
Најважније градско насеље и седиште округа је град Бергамо (120.000 становника), који са предграђима окупља више од половине окружног становништва. Други по велиини град је Тревиђо (29.000 ст.) на југу округа.